# (69) Hesperia
(69) Hesperia ist ein Asteroid des äußeren Hauptgürtels, der nach einer ersten Sichtung drei Tage zuvor schließlich am 29. April 1861 vom italienischen Astronomen Giovanni Schiaparelli am Osservatorio Astronomico di Brera in Mailand als neues Objekt erkannt wurde. Es war seine einzige Asteroidenentdeckung.
Hesperia (altgriechisch ἑσπερία hespería) ist der griechische Name für Italien, abgeleitet von ἑσπέρα hespéra oder ἕσπερος hésperos, der untergehenden Sonne, dem Abend oder dem Abendstern, in dessen Richtung Italien liegt.

## Wissenschaftliche Auswertung
Aus Ergebnissen der IRAS Minor Planet Survey (IMPS) wurden 1992 Angaben zu Durchmesser und Albedo für zahlreiche Asteroiden abgeleitet, darunter auch (69) Hesperia, für die damals Werte von 138,1 km bzw. 0,14 erhalten wurden. Mit einer hochaufgelösten Aufnahme mit dem Adaptive Optics (AO)-System am Teleskop II des Keck-Observatoriums auf Hawaiʻi im Infraroten vom 2. August 2007 konnte ein äquivalenter Durchmesser von 109 ± 11 km abgeleitet werden. Radarastronomische Messungen am 3. Februar 2010 am Arecibo-Observatorium bei 2,38 GHz führten zur Abschätzung des Durchmessers zu einem effektiven Wert von 110 ± 15 km mit Achsen der ellipsoidischen Gestalt von 135 × 106 × 98 km. Die Radarechos wiesen auf eine sehr glatte Oberfläche hin, die von Material hoher Dichte dominiert wird, vermutlich Eisen-Nickel, und stimmten mit denen anderer Asteroiden der M-Klasse mit hohem Metallanteil überein. Nach der Reaktivierung von NEOWISE im Jahr 2013 und Registrierung neuer Daten wurden 2015 der Durchmesser und die Albedo mit 131,1 km bzw. 0,19 angegeben, diese Angaben beinhalten aber hohe Unsicherheiten.
Eine umfangreiche spektroskopische Untersuchung der größten Asteroiden des M-Typs erfolgte im Zeitraum 1978–1986 am Charkiw-Observatorium in der Ukraine. Aus dem Vergleich mit Meteoriten-Material ergab sich, dass neben einigen anderen auch (69) Hesperia nicht aus reinem Metall bestehen kann und erhebliche silicatische Bestandteile enthält. Aus spektroskopischen Beobachtungen mit der Infrared Telescope Facility (IRTF) am Mauna-Kea-Observatorium auf Hawaiʻi vom 2. bis 4. Mai 2001 konnte festgestellt werden, dass die Oberfläche von (69) Hesperia auf allen Seiten des Asteroiden, die beobachtet wurden, neben Silicaten auch geringfügige Mengen von Orthopyroxen mit niedrigem Fe- und niedrigem Ca-Gehalt enthält.
Photometrische Beobachtungen von (69) Hesperia fanden erstmals statt vom 6. August bis 4. November 1977 am Lowell-Observatorium in Arizona und am Mauna-Kea-Observatorium. Bei der umfangreichen Kampagne konnten sehr detaillierte Lichtkurven aufgezeichnet und bereits ein genauer Wert von 5,655 h für die Rotationsperiode bestimmt werden. Während eine weitere Beobachtung am 4. Januar 1984 am Osservatorio Astronomico di Torino in Italien diesen Wert bestätigen konnte und Messdaten vom 14. September 1987 am La-Silla-Observatorium in Chile nicht weiter auswertbar waren, passte die am 1. Mai 1990 am Osservatorio Astronomico di Collurania-Teramo über sieben Stunden aufgezeichnete Lichtkurve ebenfalls zu dieser Rotationsperiode.

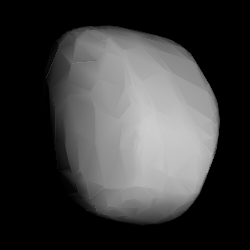
Berechnetes 3D-Modell von (69) Hesperia

Zwei Messungen am La-Silla-Observatorium konnten die bereits bekannte Rotationsperiode bestätigen: Beobachtungen am 23. und 25. September 1992 führten zur Bestimmung einer Periode von 5,657 h und aus weiteren Beobachtungen am 10. und 12. November 1993 konnte ein Wert von 5,6518 h bestimmt werden. Außerdem konnte hier für den Asteroiden in Verbindung mit den archivierten Lichtkurven der Jahre 1977, 1984, 1987 und 1990 eine Lösung für die Position der Rotationsachse mit einer prograden Rotation und die Achsenverhältnisse eines dreiachsig-ellipsoidischen Gestaltmodells bestimmt werden. Auch bei einer Beobachtung von (69) Hesperia vom 6. März bis 6. April 1995 an der Außenstelle Tschuhujiw des Charkiw-Observatoriums konnte eine Rotationsperiode von 5,655 h abgeleitet werden.
Aus den archivierten Lichtkurven wurden in einer Untersuchung von 1998 zwei alternative Lösungen für die Position der Rotationsachse, beide mit retrograder Rotation, sowie Abschätzungen für die Achsenverhältnisse eines dreiachsig-ellipsoidischen Gestaltmodells für den Asteroiden errechnet. Mit den von 1977 bis 1993 archivierten Daten aus dem Uppsala Asteroid Photometric Catalogue (UAPC) wurde dann in einer Untersuchung von 2003 ein dreidimensionales Gestaltmodell des Asteroiden sowie eine eindeutige Position für die Rotationsachse mit retrograder Rotation und einer Periode von 5,65520 h bestimmt. Auch eine Auswertung von archivierten Lichtkurven des United States Naval Observatory in Arizona, der Catalina Sky Survey und der Siding Spring Survey ermöglichte in einer Untersuchung von 2011 die Berechnung eines Gestaltmodells und alternativer Lösungen für die Position der Rotationsachse mit einer Periode von 5,65534 h.
Zwischen 2012 und 2018 wurden mit der All-Sky Automated Survey for Supernovae (ASAS-SN) auch photometrische Daten von 20.000 Asteroiden aufgezeichnet. Auf mehr als 5000 davon konnte erfolgreich die Methode der konvexen Inversion angewendet werden, darunter auch (69) Hesperia, für die in einer Untersuchung von 2021 ein verbessertes dreidimensionales Gestaltmodell für zwei alternative Rotationsachsen mit prograder Rotation und einer Periode von 5,65524 h berechnet wurde.
Abschätzungen von Masse und Dichte für den Asteroiden (69) Hesperia aufgrund von gravitativen Beeinflussungen auf Testkörper ergaben in einer Untersuchung von 2012 eine Masse von etwa 5,86·1018 kg, was mit einem angenommenen Durchmesser von etwa 137 km zu einer Dichte von 4,38 g/cm³ führte bei keiner Porosität. Diese Werte besitzen eine Unsicherheit im Bereich von ±22 %.